# 王國興 (清朝)
王國興（？—？），陝西人，清朝武官官員。1691年，王國興擔任澎湖水師協副將，1694年（康熙33年）奉旨調任前往台灣，接任穆維雍擔任台灣鎮總兵。是台灣清治時期此期間，受台灣道制約的台灣地區最高軍事首長。